# 張叔平 (電影人)
张叔平（英語：William Chang，1953年11月12日—），香港電影美術指導及服裝設計師。在電影剪輯、美指以及電影服裝設計領域具有國際聲譽，曾18次斬獲香港電影金像獎，曾13次獲得金馬獎的最佳美術指導及最佳剪接等電影技術獎項。

## 生平
張叔平祖籍无锡，在香港出生。他在1959年畢業於新法書院（幼稚園部），1967年畢業於聖士提反書院附屬小學，繼而入讀新法書院（中學部），曾於1968年參加華僑日報報慶徵文繪畫比賽。中学畢業后曾從事布料设计工作，同時修读香港大學校外課程部的藝術文憑課程。及至1975年，他為導演唐書璇的《十三不搭》擔任副導演，未幾到加拿大溫哥華藝術學院（The Art Institute of Vancouver），進修1年制電影製作文憑。
1988年，在電影《旺角卡門》裏兼任演員，從《東邪西毒》開始更為王家衛所有電影擔任剪接及美術指導。11月擔任齊秦和齊豫《天使與狼》演唱會造型設計。
2000年憑電影《花樣年華》奪得第53屆康城影展技術大獎。
2014年憑藉《一代宗師》獲得第86屆奧斯卡金像獎最佳服裝設計提名。
2015年設計中華航空新款制服，外界評價不一，他回應的名言是「我設計的是時裝，不是制服」。
2018年，罕見地出任中國劇集《如懿傳》的美術指導，而從劇照中可看見不少是以《心寫治平圖》為藍本而製。
2025年，为舒淇导演处女作《女孩》担任剪辑。

## 獎項
| 年份   | 頒獎典禮                 | 獎項                                               | 影片                    | 結果 |
| ------ | ------------------------ | -------------------------------------------------- | ----------------------- | ---- |
| 1981年 | 第18屆金馬獎             | 最佳美術設計                                       | 《夜來香》              | 提名 |
| 1983年 | 第2屆香港電影金像獎      | 最佳美術指導                                       | 《烈火青春》            | 提名 |
| 1983年 | 第2屆香港電影金像獎      | 最佳美術指導（與奚仲文共入圍）                     | 《難兄難弟》            | 提名 |
| 1983年 | 第21屆金馬獎             | 最佳美術設計                                       | 《花城》                | 提名 |
| 1983年 | 第21屆金馬獎             | 最佳服裝設計                                       | 《花城》                | 提名 |
| 1984年 | 第3屆香港電影金像獎      | 最佳美術指導                                       | 《花城》                | 提名 |
| 1984年 | 第3屆香港電影金像獎      | 最佳美術指導                                       | 《蜀山》                | 提名 |
| 1985年 | 第4屆香港電影金像獎      | 最佳美術指導                                       | 《似水流年》            | 獲獎 |
| 1986年 | 第5屆香港電影金像獎      | 最佳美術指導                                       | 《1/2段情》             | 提名 |
| 1986年 | 第23屆金馬獎             | 最佳美術設計                                       | 《最愛》                | 獲獎 |
| 1986年 | 第23屆金馬獎             | 最佳美術設計                                       | 《夢中人》              | 提名 |
| 1986年 | 第23屆金馬獎             | 最佳服裝設計                                       | 《夢中人》              | 獲獎 |
| 1987年 | 第6屆香港電影金像獎      | 最佳美術指導                                       | 《夢中人》              | 提名 |
| 1987年 | 第6屆香港電影金像獎      | 最佳美術指導                                       | 《最愛》                | 提名 |
| 1988年 | 第25屆金馬獎             | 最佳美術設計                                       | 《旺角卡門》            | 提名 |
| 1989年 | 第8屆香港電影金像獎      | 最佳美術指導                                       | 《旺角卡門》            | 獲獎 |
| 1991年 | 第10屆香港電影金像獎     | 最佳美術指導                                       | 《阿飛正傳》            | 獲獎 |
| 1991年 | 第28屆金馬獎             | 最佳美術設計                                       | 《阿飛正傳》            | 獲獎 |
| 1991年 | 第28屆金馬獎             | 最佳造型設計                                       | 《阿飛正傳》            | 獲獎 |
| 1992年 | 第11屆香港電影金像獎     | 最佳美術指導（與梁華生共同入圍）                   | 《倩女幽魂III：道道道》 | 提名 |
| 1992年 | 第29屆金馬獎             | 最佳美術設計（與鍾曉風共入圍）                     | 《新龍門客棧》          | 提名 |
| 1992年 | 第29屆金馬獎             | 最佳造型設計                                       | 《新龍門客棧》          | 提名 |
| 1992年 | 第29屆金馬獎             | 最佳造型設計（與余家安共入圍)                      | 《笑傲江湖II東方不敗》  | 提名 |
| 1993年 | 第12屆香港電影金像獎     | 最佳服裝造型設計（與余家安共奪）                   | 《笑傲江湖II東方不敗》  | 獲獎 |
| 1994年 | 第13屆香港電影金像獎     | 最佳服裝造型設計（與趙國信共入圍）                 | 《東方不敗之風雲再起》  | 提名 |
| 1994年 | 第13屆香港電影金像獎     | 最佳服裝造型設計（與吳寶玲共入圍）                 | 《青蛇》                | 提名 |
| 1994年 | 第31屆金馬獎             | 最佳剪輯（與鄺志良、奚傑偉共同入圍）               | 《重慶森林》            | 提名 |
| 1994年 | 第31屆金馬獎             | 最佳美術設計                                       | 《重慶森林》            | 提名 |
| 1994年 | 第31屆金馬獎             | 最佳美術設計                                       | 《東邪西毒》            | 提名 |
| 1994年 | 第31屆金馬獎             | 最佳造型設計                                       | 《東邪西毒》            | 提名 |
| 1995年 | 第14屆香港電影金像獎     | 最佳服裝造型設計                                   | 《東邪西毒》            | 獲獎 |
| 1995年 | 第14屆香港電影金像獎     | 最佳美術指導                                       | 《東邪西毒》            | 獲獎 |
| 1995年 | 第14屆香港電影金像獎     | 最佳美術指導                                       | 《重慶森林》            | 提名 |
| 1995年 | 第14屆香港電影金像獎     | 最佳剪接（與鄺志良、奚傑偉共奪）                   | 《重慶森林》            | 獲獎 |
| 1995年 | 第14屆香港電影金像獎     | 最佳美術指導（與莊國榮共入圍）                     | 《梁祝》                | 提名 |
| 1995年 | 第14屆香港電影金像獎     | 最佳服裝造型設計                                   | 《梁祝》                | 提名 |
| 1995年 | 第32屆金馬獎             | 最佳美術設計                                       | 《墮落天使》            | 獲獎 |
| 1995年 | 第32屆金馬獎             | 最佳剪輯（與黃銘林共奪）                           | 《墮落天使》            | 獲獎 |
| 1995年 | 第32屆金馬獎             | 最佳造型設計                                       | 《新夜半歌聲》          | 提名 |
| 1996年 | 第15屆香港電影金像獎     | 最佳服裝造型設計（與楊倩玲共奪）                   | 《新夜半歌聲》          | 獲獎 |
| 1996年 | 第15屆香港電影金像獎     | 最佳剪接（與黃銘林共同入圍）                       | 《墮落天使》            | 提名 |
| 1996年 | 第15屆香港電影金像獎     | 最佳美術指導                                       | 《墮落天使》            | 提名 |
| 1996年 | 第15屆香港電影金像獎     | 最佳服裝造型設計                                   | 《墮落天使》            | 提名 |
| 1996年 | 第15屆香港電影金像獎     | 最佳服裝造型設計                                   | 《刀》                  | 提名 |
| 1996年 | 第33屆金馬獎             | 最佳造型設計                                       | 《風月》                | 提名 |
| 1997年 | 第34屆金馬獎             | 最佳美術設計                                       | 《春光乍洩》            | 提名 |
| 1997年 | 第34屆金馬獎             | 最佳剪輯（與黃銘林共同入圍）                       | 《春光乍洩》            | 提名 |
| 1998年 | 第17屆香港電影金像獎     | 最佳剪輯（與黃銘林共同入圍）                       | 《春光乍洩》            | 提名 |
| 1998年 | 第17屆香港電影金像獎     | 最佳美術指導                                       | 《春光乍洩》            | 提名 |
| 1998年 | 第17屆香港電影金像獎     | 最佳服裝造型設計                                   | 《春光乍洩》            | 提名 |
| 2000年 | 第37屆金馬獎             | 最佳美術設計                                       | 《花樣年華》            | 提名 |
| 2000年 | 第37屆金馬獎             | 最佳造型設計                                       | 《花樣年華》            | 獲獎 |
| 2000年 | 第53屆康城影展           | 最佳藝術成就大獎（與杜可風、李屏賓共奪）           | 《花樣年華》            | 獲獎 |
| 2000年 | 第45屆亞太影展           | 最佳剪接                                           | 《花樣年華》            | 獲獎 |
| 2001年 | 第20屆香港電影金像獎     | 最佳美術指導                                       | 《花樣年華》            | 獲獎 |
| 2001年 | 第20屆香港電影金像獎     | 最佳服裝造型設計                                   | 《花樣年華》            | 獲獎 |
| 2001年 | 第20屆香港電影金像獎     | 最佳剪接                                           | 《花樣年華》            | 獲獎 |
| 2001年 | 第38屆金馬獎             | 最佳剪輯                                           | 《藍宇》                | 獲獎 |
| 2001年 | 第38屆金馬獎             | 最佳美術設計                                       | 《藍宇》                | 提名 |
| 2001年 | 第38屆金馬獎             | 最佳造型設計                                       | 《藍宇》                | 提名 |
| 2002年 | 第21屆香港電影金像獎     | 最佳剪接                                           | 《藍宇》                | 提名 |
| 2002年 | 第21屆香港電影金像獎     | 最佳美術指導                                       | 《藍宇》                | 提名 |
| 2002年 | 第21屆香港電影金像獎     | 最佳服裝造型設計                                   | 《藍宇》                | 提名 |
| 2002年 | 第39屆金馬獎             | 最佳造型設計                                       | 《天下無雙》            | 提名 |
| 2003年 | 第22屆香港電影金像獎     | 最佳服裝造型設計                                   | 《天下無雙》            | 提名 |
| 2004年 | 第23屆香港電影金像獎     | 最佳服裝造型設計                                   | 《戀之風景》            | 提名 |
| 2004年 | 第41屆金馬獎             | 最佳造型設計（與邱偉明共同入圍）                   | 《2046》                | 提名 |
| 2004年 | 第41屆金馬獎             | 最佳美術設計（與邱偉明共奪）                       | 《2046》                | 獲獎 |
| 2005年 | 第24屆香港電影金像獎     | 最佳美術指導（與邱偉明共奪）                       | 《2046》                | 獲獎 |
| 2005年 | 第24屆香港電影金像獎     | 最佳服裝造型設計                                   | 《2046》                | 獲獎 |
| 2005年 | 第24屆香港電影金像獎     | 最佳剪接                                           | 《2046》                | 提名 |
| 2005年 | 第29屆洛杉磯影評人協會獎 | 最佳美術設計                                       | 《2046》                | 獲獎 |
| 2006年 | 第25屆香港電影金像獎     | 最佳美術指導                                       | 《長恨歌》              | 提名 |
| 2006年 | 第25屆香港電影金像獎     | 最佳服裝造型設計                                   | 《長恨歌》              | 提名 |
| 2006年 | 第25屆香港電影金像獎     | 最佳服裝造型設計（與余家安、利碧君共同入圍）       | 《情癲大聖》            | 提名 |
| 2009年 | 第28屆香港電影金像獎     | 最佳服裝造型設計                                   | 《女人不壞》            | 提名 |
| 2009年 | 第3屆亞洲電影大獎        | 最佳剪接                                           | 《渺渺》                | 提名 |
| 2009年 | 第11屆臺北電影獎         | 最佳剪接                                           | 《渺渺》                | 獲獎 |
| 2011年 | 第48屆金馬獎             | 最佳造型設計                                       | 《讓子彈飛》            | 提名 |
| 2011年 | 第5屆亞洲電影大獎        | 最佳造型設計                                       | 《讓子彈飛》            | 獲獎 |
| 2012年 | 第31屆香港電影金像獎     | 最佳服裝造型設計                                   | 《讓子彈飛》            | 獲獎 |
| 2012年 | 第6届亚洲电影大奖        | 最佳服裝設計                                       | 《金陵十三釵》          | 提名 |
| 2013年 | 第50屆金馬獎             | 最佳美術設計（與邱偉明共奪）                       | 《一代宗師》            | 獲獎 |
| 2013年 | 第50屆金馬獎             | 最佳造型設計                                       | 《一代宗師》            | 獲獎 |
| 2013年 | 第50屆金馬獎             | 最佳剪接（與Benjamin Courtines、潘雄耀共同入圍）   | 《一代宗師》            | 提名 |
| 2013年 | 第29屆中國電影金雞獎     | 最佳美術（與邱偉明共奪）                           | 《一代宗師》            | 獲獎 |
| 2013年 | 第56屆亞太影展           | 最佳剪接（與Benjamin Courtines、潘雄耀共同入圍）   | 《一代宗師》            | 提名 |
| 2013年 | 第56屆亞太影展           | 最佳美術指導（與邱偉明共同入圍）                   | 《一代宗師》            | 提名 |
| 2013年 | 第86屆奧斯卡金像獎       | 最佳服裝設計                                       | 《一代宗師》            | 提名 |
| 2014年 | 第33屆香港電影金像獎     | 最佳美術指導（與邱偉明共奪）                       | 《一代宗師》            | 獲獎 |
| 2014年 | 第33屆香港電影金像獎     | 最佳服裝造型設計                                   | 《一代宗師》            | 獲獎 |
| 2014年 | 第33屆香港電影金像獎     | 最佳剪接（與Benjamin Courtines、潘雄耀共奪）       | 《一代宗師》            | 獲獎 |
| 2014年 | 第8屆亞洲電影大獎        | 最佳美術指導（與邱偉明共奪）                       | 《一代宗師》            | 獲獎 |
| 2014年 | 第8屆亞洲電影大獎        | 最佳造型設計                                       | 《一代宗師》            | 獲獎 |
| 2014年 | 第8屆亞洲電影大獎        | 最佳剪輯（與Benjamin Courtines、潘雄耀共同入圍）   | 《一代宗師》            | 提名 |
| 2015年 | 第34屆香港電影金像獎     | 最佳服裝造型設計（與奚仲文、郭培、利碧君共同入圍） | 《西遊記之大鬧天宮》    | 提名 |
| 2015年 | 第9屆亞洲電影大獎        | 最佳造型设计                                       | 《一步之遥》            | 獲獎 |
| 2015年 | 第52屆金馬獎             | 最佳造型設計                                       | 《一步之遥》            | 提名 |
| 2015年 | 第52屆金馬獎             | 最佳造型設計（與呂鳳珊共同入圍）                   | 《華麗上班族》          | 提名 |
| 2015年 | 第52屆金馬獎             | 最佳美術設計（與邱偉明共奪）                       | 《華麗上班族》          | 獲獎 |
| 2016年 | 第35屆香港電影金像獎     | 最佳美術指導（與邱偉明共奪）                       | 《華麗上班族》          | 獲獎 |
| 2016年 | 第35屆香港電影金像獎     | 最佳服裝造型設計（與呂鳳珊共同入圍）               | 《華麗上班族》          | 提名 |
| 2016年 | 第10屆亞洲電影大獎       | 最佳剪接（與朱家逸、廖慶松、黃海、翁子光共奪）     | 《踏血尋梅》            | 獲獎 |
| 2017年 | 第36屆香港電影金像獎     | 最佳服裝造型設計（與呂鳳珊共同入圍）               | 《封神传奇》            | 提名 |
| 2017年 | 第36屆香港電影金像獎     | 最佳服裝造型設計（與張兆康共入圍）                 | 《擺渡人》              | 提名 |
| 2017年 | 第11屆亞洲電影大獎       | 最佳造型設計（與張兆康共同入圍）                   | 《擺渡人》              | 提名 |
| 2017年 | 第54屆金馬獎             | 最佳造型設計（與張兆康共奪）                       | 《擺渡人》              | 獲獎 |
| 2020年 | 第39屆香港電影金像獎     | 最佳剪接（與陳序慶共同入圍）                       | 《叔·叔》               | 提名 |
| 2020年 | 第39屆香港電影金像獎     | 最佳剪接（與鍾家駿共同入圍）                       | 《金都》                | 提名 |
| 2020年 | 第57屆金馬獎             | 最佳剪輯                                           | 《手捲煙》              | 提名 |
| 2022年 | 第40屆香港電影金像獎     | 最佳剪接                                           | 《手捲煙》              | 提名 |
| 2024年 | 第42屆香港電影金像獎     | 最佳剪接（與彭正熙共同入圍）                       | 《金手指》              | 提名 |
| 2024年 | 第42屆香港電影金像獎     | 最佳服裝造型設計（與陳子晴共同入圍）               | 《但願人長久》          | 提名 |
| 2024年 | 第61屆金馬獎             | 最佳剪輯                                           | 《從今以後》            | 提名 |
| 2025年 | 第43屆香港電影金像獎     | 最佳剪接（與彭正熙共同入圍）                       | 《破·地獄》             | 提名 |

## 另請參見
- 電影導演和剪輯師的合作列表（英语：List of film director and editor collaborations）

## 外部連結
- 張叔平的新浪微博
- 張叔平在互联网电影资料库（IMDb）上的資料（英文）
- 在AllMovie上張叔平的頁面（英文）
- 張叔平在香港影庫上的簡介
- 張叔平在豆瓣上的资料（简体中文）
- 張叔平在时光网上的簡介（简体中文）